# Kulageri, Badami
Kulageri là một làng thuộc tehsil Badami, huyện Bagalkot, bang Karnataka, Ấn Độ.